# 4-2-4 (فلم)
4-2-4 ، فلم مصري كوميدي من بطولة يونس شلبي، سمير غانم، وحيد سيف، أمين الهنيدي، ولبلبة. تم إنتاج الفلم سنة 1981 وهو من إخراج أحمد فؤاد.

## تسمية الفيلم
ترجع تسمية الفيلم إلى إحدى تشكيلات توزيع اللاعبين في مباريات كرة القدم وهي معروفة في كرة القدم.

## لاعبو الفريق
نجاح الموجي، أحمد عدوية - مطرب في فرقة شعبية لإحياء الأفراح، سيف الله مختار ( في شخصية الشيخ الأعمى) ، ليلى فهمي ( في شخصية صاحبة الفرقة) ، فريدة سيف النصر ( في شخصية خطيبة أحمد عدوية)، وحيد سيف ( في شخصية كابتن جالليو) مدرب الفريق الجديد، محمود القلعاوي في شخصية مدرب الفريق الأصلي الذي تم بيعه. والذي يعود لإنقاذ سمعة النادي بفريق الأشبال الذي قام برعايته بعيداً عن يد وعين منصور.

## قصة الفيلم
يقوم يونس شلبي بتمثيل دور الشاب منصور الذي تخلى والده- أمين الهنيدي الذي يمتلك مصنعاً وفريقاً لكرة القدم - عن أمه وعنه عندما كان طفلا من أجل حب كرة القدم وتركه في القرية. قبل وفاته: والد منصور يستأمن ابنه على فريق كرة القدم الذي امتلكه ويترك مسؤولية رعايته له، لكن منصور لعدم خبرته في الرياضة - يأتي إلى المدينة - يقوم ببيع الفريق بثمن زهيد لسمسار كرة القدم مصطفى الحلواني الذي يقوم بدوره سمير غانم. بيع الفريق يحدث حالة غضب لدى مشجعيه على شكل مظاهرات عارمة، فيضطر منصور إلى طلب العون من مصطفى الذي يقوم باستغلال منصور مرة أخرى بتكوين فريق من هواة كرة الكرة من أهل الحي لينافس على الدوري المصري، من تلك اللحظة تبدأ مغامرات الفريق الجديد ومشاكله.
حيث تدني مستوى أداء الفريق خلال مباريات الدوري، يجعل الشيخ يفكر في استحضار روح أمين الهنيدي من العالم الآخر ليساعدهم في مباريات الدوري بأحد عشر شبحاً من أرواح اللاعبين القدامى، وعندما يتم ذلك تعلوا اسهم الفريق ويفوزون في الدوري، هنا تنهال عليهم مكافآت المشجعين، ويصيبهم الغرور وتكثر طلباتهم بعد أن جربوا الشهرة. مما يرهق ميزانية المصنع ويذهب الدخل كله على تلبية مطالبهم لإسكات الجماهير.
ويحدث أن ينسحب فريق الأشباح ليعود مستوى الفريق كما كان ويزداد جشع الفريق، وعندها يعود محمود القلعاوي بفريق الأشبال ليحل محل الفريق القديم في المباريات ويفوزون ولكن ينتهي الفيلم بظهور طلبات جديدة للفريق الجديد بعد فوزهم.
يظهر الفلم حب الشعب المصري الزائد لكرة القدم، وينقعد حياة كرة القدم المصرية من حيث جشع اللاعبين بعد اشتهارهم وهدايا المشجعين المبالغ فيها، ويقارن أيضا بين حياة الريف وحياة المدينة بعرض حسنية زوجة منصور التي تقوم بدورها الممثلة لبلبة كمثال.

## روابط خارجية
- مقالات تستعمل روابط فنية بلا صلة مع ويكي بيانات